# Hendaya
Hendaya (en euskera: Hendaia; en francés: Hendaye) es una comuna francesa del departamento de Pirineos Atlánticos, en la región de Nueva Aquitania. Ubicada junto a la frontera con España, en el territorio del País Vasco francés, pertenece a la provincia histórica de Labourd. Forma parte de la Comunidad de aglomeración del País Vasco. Cuenta con una estación de ferrocarril internacional y un balneario.

## Geografía
La ciudad está en la frontera con España y es aledaña a las ciudades del País Vasco-español de Fuenterrabía e Irún, ambas pertenecientes a la provincia de Guipúzcoa, en la comunidad autónoma del País Vasco. Es conocida históricamente por ser la ciudad donde se entrevistaron Franco y Hitler en 1940. Limita al norte con el mar Cantábrico, al este y al sur con Urruña y al oeste con el río Bidasoa y la bahía de Chingudi, que la separa de España (Irún y Fuenterrabía).

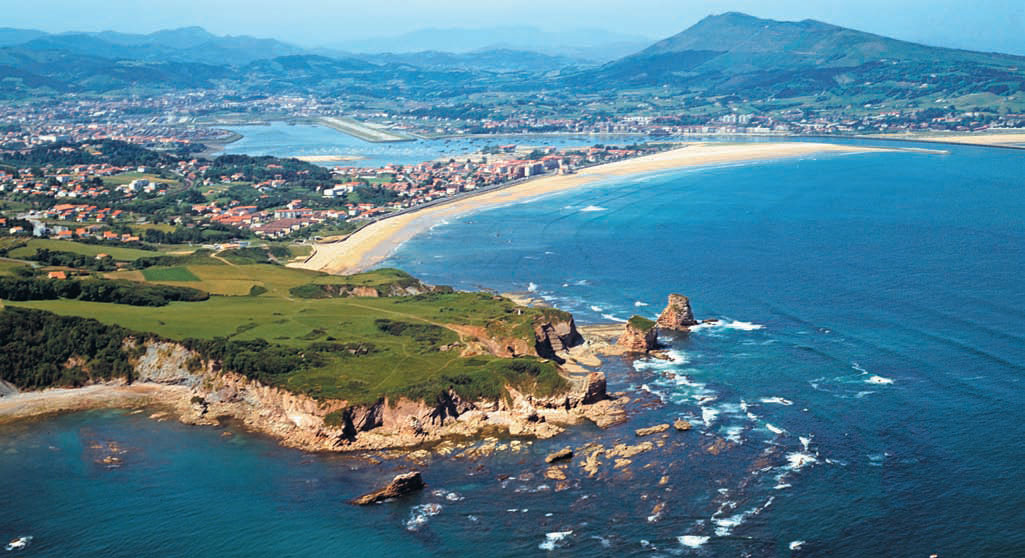
Vista de Hendaya con la desembocadura del río Bidasoa al fondo

Se encuentra a 21 km de San Sebastián.

### Isla de los Faisanes
Situada en medio del Bidasoa, entre Hendaya (barrio de Les Joncaux) e Irún (barrio de Behobia), la isla de los Faisanes es un lugar cargado de historia: en 1463, Luis XI tuvo un encuentro con Enrique IV, rey de Castilla; en 1526, Francisco I, prisionero de los españoles desde la batalla de Pavía, fue liberado en esta isla a cambio de sus dos hijos, quienes permanecieron bajo arresto durante cuatro años; en 1615, se desarrolló un ‘intercambio’ de infantas reales: Isabel, hermana del rey francés Luis XIII, prometida del hijo del monarca español Felipe III, y Ana de Austria, hermana de aquel, prometida a su vez del rey Luis XIII. En 1659, se firmó en la isla la Paz de los Pirineos y el acuerdo nupcial entre Luis XIV y María Teresa, hija del rey español Felipe IV. A partir del tratado de 1856, la isla de los Faisanes pasó a pertenecer tanto a Francia como a España, y desde 1901 ambos países mantienen por turno (seis meses cada uno) el derecho a su soberanía.

## Etimología
El nombre en francés es Hendaye (pronunciado /ɑ̃.daj/) y en euskera Hendaia. El nombre en euskera significa 'Bahía Grande'.

## Historia
Hendaya adquirió su independencia de la parroquia de Urruña en 1598, coincidiendo con la construcción de la iglesia de San Vicente, con la autorización concedida por el obispo Bertrand Etchaux.
Hendaya como ciudad fronteriza entre Francia y España, ha sido escenario de las muchas guerras entre las dos naciones. En la guerra franco-española, la ciudad fue brevemente ocupada por los españoles, en septiembre de 1636.

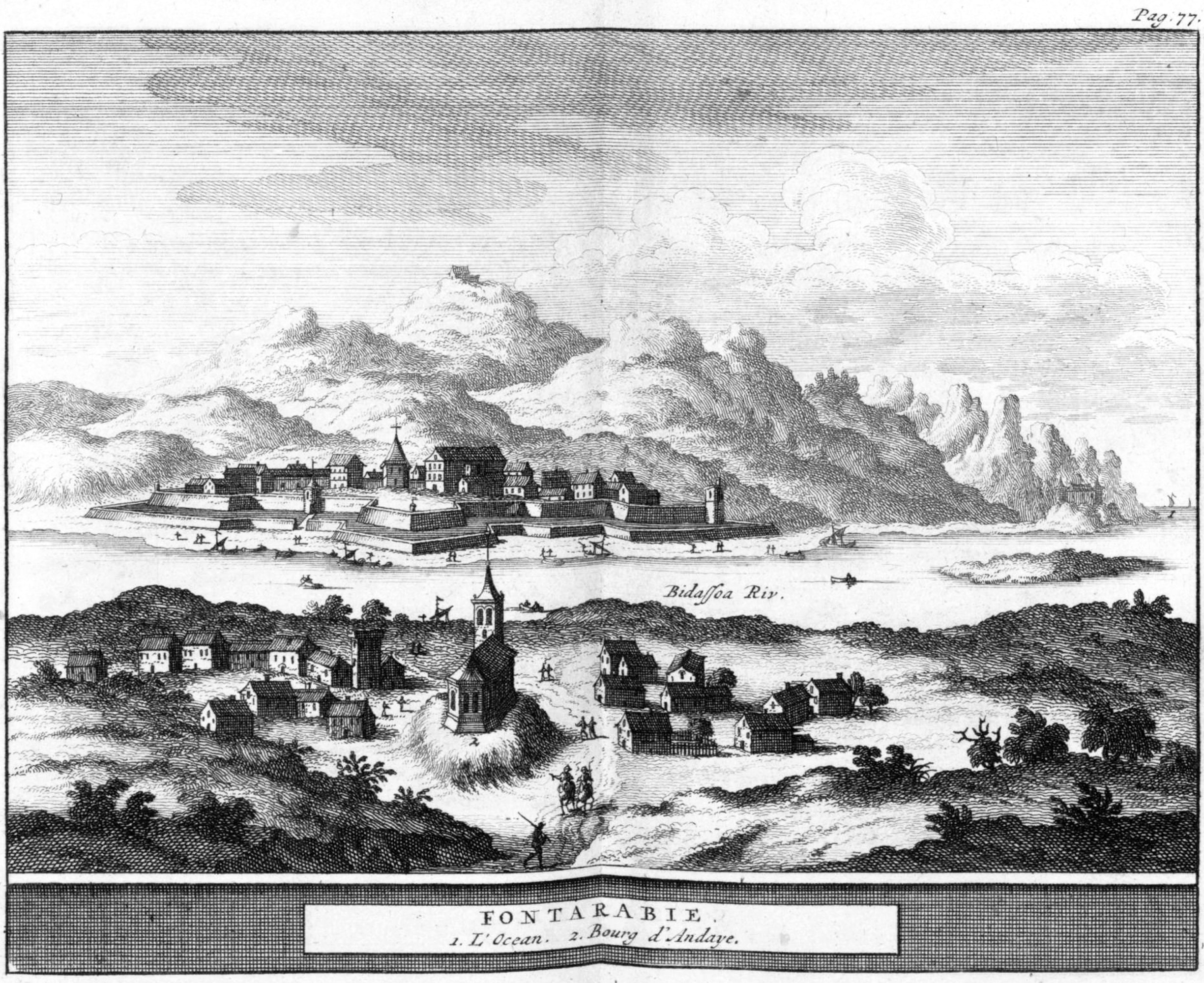
Bahía de Chingudi en el o. Abajo Hendaya, y arriba Fuenterrabía.

En la fortificación de la isla de los Faisanes, que se sitúa en el río Bidasoa, se firmó el Tratado de los Pirineos en 1659. Este Tratado puso fin a décadas de guerras intermitentes entre Francia y España.
De todos modos, el pueblo ha resistido a su destrucción a pesar de la actividad militar fronteriza. No obstante, es de mencionar que el 23 de abril de 1793 en la guerra de los Pirineos, el ejército español inició un bombardeo que arrasó totalmente la ciudad, siendo después ocupada. Tras la reconquista por las tropas francesas en julio de 1794, y durante el período previo a la toma del gobierno por Napoleón, el pueblo fue nivelado, como describió en 1799 Wilhelm von Humboldt. La villa sería reconstruida y se convirtió en el lugar de nacimiento del estilo arquitectónico neovasco.
Por otro lado, testigo de su pasado, el fuerte Gaztelu Zahar ha sido destruido y reconstruido varias veces a causa de las numerosas batallas entre Francia y España. Fue embellecido con los trabajos de Vauban, del que recibía su nombre. Actualmente, en su emplazamiento se encuentra el frontón principal del pueblo, llamado del mismo modo: “Gaztelu Zahar”, construido en 1899.
La abolición de las provincias francesas, la guerra de los Pirineos, la derogación de los fueros, regla principal, en los distritos vascos españoles, la ruptura de la fluidez del comercio transfronterizo y la convivencia natural de la lengua vasca produjo que las comunas situadas alrededor del río Bidasoa y de la bahía de Chingudi fueron divididos por una frontera española-francesa.

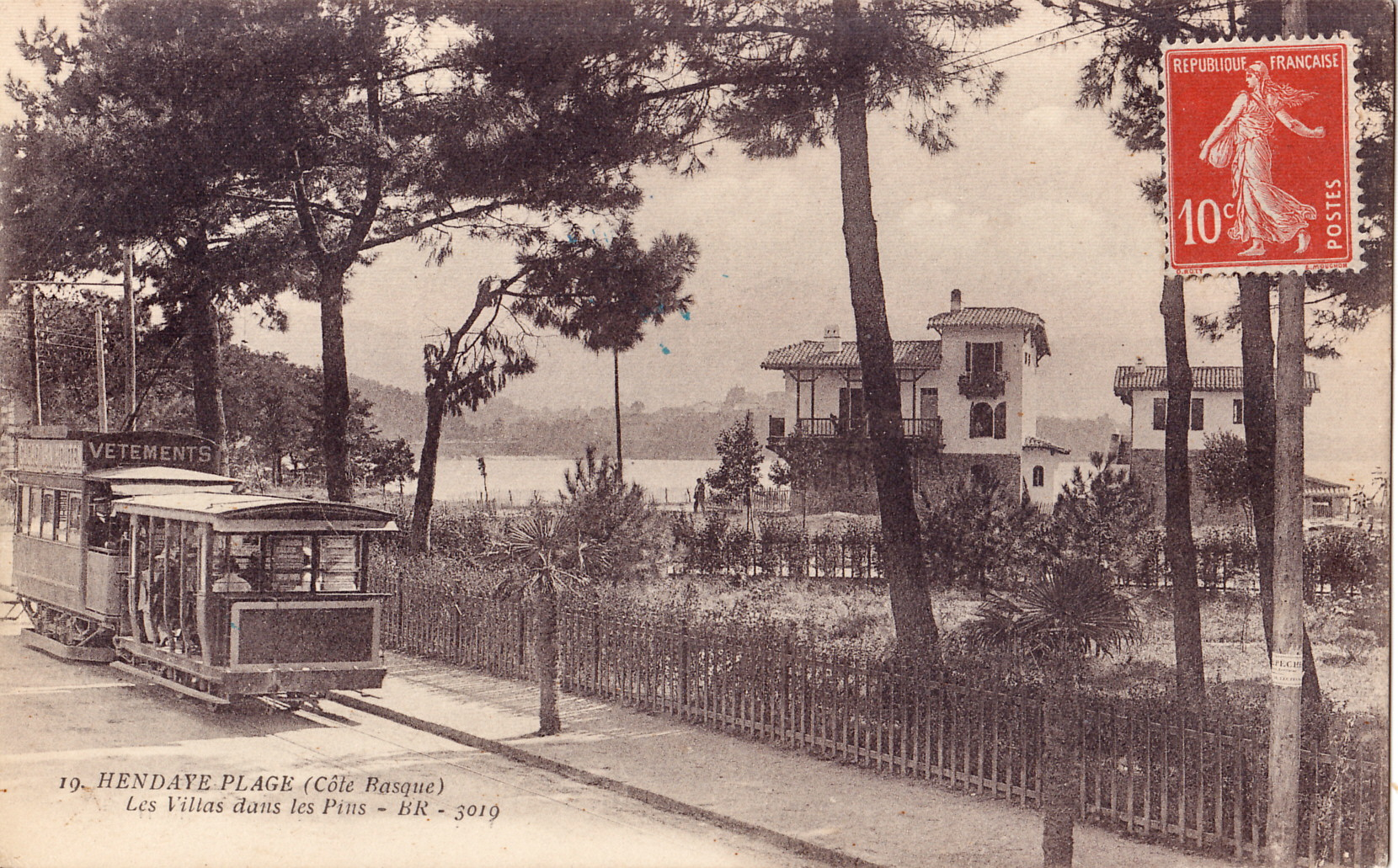
A fin de apoyar su desarrollo turístico, el municipio construyó una línea de tranvía, que funcionó entre 1906 y 1937. Aquí se ve circulando al lado de la playa.

El 22 de octubre de 1863, el ferrocarril llegó a Hendaya, así como también llegó por el lado español, acercándose así a la frontera del Bidasoa. El 15 de agosto de 1864 se inauguró el primer tren Madrid-París, teniendo estación en Hendaya, que reformó el paisaje humano y urbano de la ciudad, provocando un rápido desarrollo. Hendaya comenzó a destacarse como un centro internacional y un balneario en vacaciones para las élites, siguiendo el modelo de Biarritz (1854), a medio camino entre San Sebastián y Biarritz. En 1913 el ferrocarril vasco-español abrió el servicio de la línea de costa desde San Sebastián a la estación de Hendaya. Fue conocido más adelante como "topo" por los numerosos túneles existente a lo largo de su trazado.
A finales del siglo XIX, los conflictos territoriales, aunque no fueran bélicos, continuaron. En 1873, con objeto de evitar incidentes entre los pescadores de las dos orillas del Bidasoa, se creó una estación naval en Hendaya, donde Pierre Loti, autor de “Ramuntxo”, fue el comandante de la misma a partir de 1891, y se destinó una embarcación llamada chalupa que cumplía las funciones de para vigilancia del río. El 30 de marzo de 1879, se firmó la “delimitación de las jurisdicciones francesa y española en las aguas de la bahía de Higuer”. Las aguas de una zona más próximas a la orilla española quedaron bajo jurisdicción española y las más próximas a la orilla francesa bajo jurisdicción francesa, mientras que en la amplia zona central se acordó una jurisdicción compartida.[cita requerida]
Con el objetivo de evitar estos enfrentamientos e impedir que el islote se convirtiera en un terreno no legislado, los dos estados decidieron repartirse la jurisdicción de la misma cada seis meses (de forma rotatoria). Durante este periodo, deben asumir el mantenimiento y control de la isla.
En 1923, el novelista francés Pierre Loti murió en Hendaya, donde pasó gran parte de su vida.
Miguel de Unamuno tras sus constantes críticas al rey Alfonso XIII y a Miguel Primo de Rivera, aun habiendo sido indultado el 9 de julio de 1924 por las autoridades españolas de su destierro a Fuerteventura, decide desterrarse voluntariamente a París y a continuación a Hendaya.
Por otro lado, hasta 1936, tanto personas como mercancías debían pagar un peaje para traspasar el puente fronterizo que separaba las localidades de Irún y Hendaya.
Sin embargo, esta rivalidad desaparece progresivamente en el siglo XX, en particular durante la guerra civil española (1936-1939). Desde el principio del contienda, Hendaya fue refugio de españoles que huían de la misma. Concretamente, la princesa de Faucigny puso a disposición su villa de Haizabia a 200 niños que estaban huérfanos o enfermos.
Durante la Segunda Guerra Mundial, el general Francisco Franco declaró la neutralidad española cuando dio comienzo la guerra, en septiembre de 1939, pocos meses después de haber obtenido la victoria en la Guerra Civil. Cambió su vinculación con el conflicto cuando, en junio de 1940, pasó a defender la condición de "no beligerante" de España. El 23 de octubre de ese año se produjo una entrevista en Hendaya entre Francisco Franco, Adolf Hitler, Ramón Serrano Suñer y Joachim von Ribbentrop, que tuvo lugar en Hendaya, dentro del territorio francés ocupado por el Tercer Reich. El objeto del encuentro, que se produjo en el interior de un tren blindado estacionado en la terminal de ferrocarriles de Hendaya, era negociar la participación de España en la Segunda Guerra Mundial junto a las potencias del Eje Roma-Berlín-Tokio. El régimen franquista había solicitado previamente la obtención de Gibraltar y todo el territorio de Marruecos, a cambio de su beligerancia. No obstante, Franco arguyó durante la reunión las dificultades económicas que impedían la intervención española en el conflicto, razón por la cual ambas partes no llegaron a acuerdos de importancia. España fue neutral oficialmente durante los siguientes cinco años de la guerra, aunque en gran medida fue un estado pro-Eje. Más tarde, Adolf Hitler diría de dicha entrevista que "antes de volver a entrevistarme con Franco prefiero que me saquen las muelas".
La frontera entre España y Francia no volvió a abrirse hasta 1948, año en el cual se restableció la línea ferroviaria París-Irún.
La ciudad fue un importante puerto pesquero hasta que se vendió la lonja pesquera donde está actualmente ubicada la sede de Tribord, la marca de deportes acuáticos de Decathlon.
Hendaya forma parte desde 2017 de la Comunidad de aglomeración del País Vasco, organismo con sede en Bayona.

## Comunicaciones

### Ferrocarril

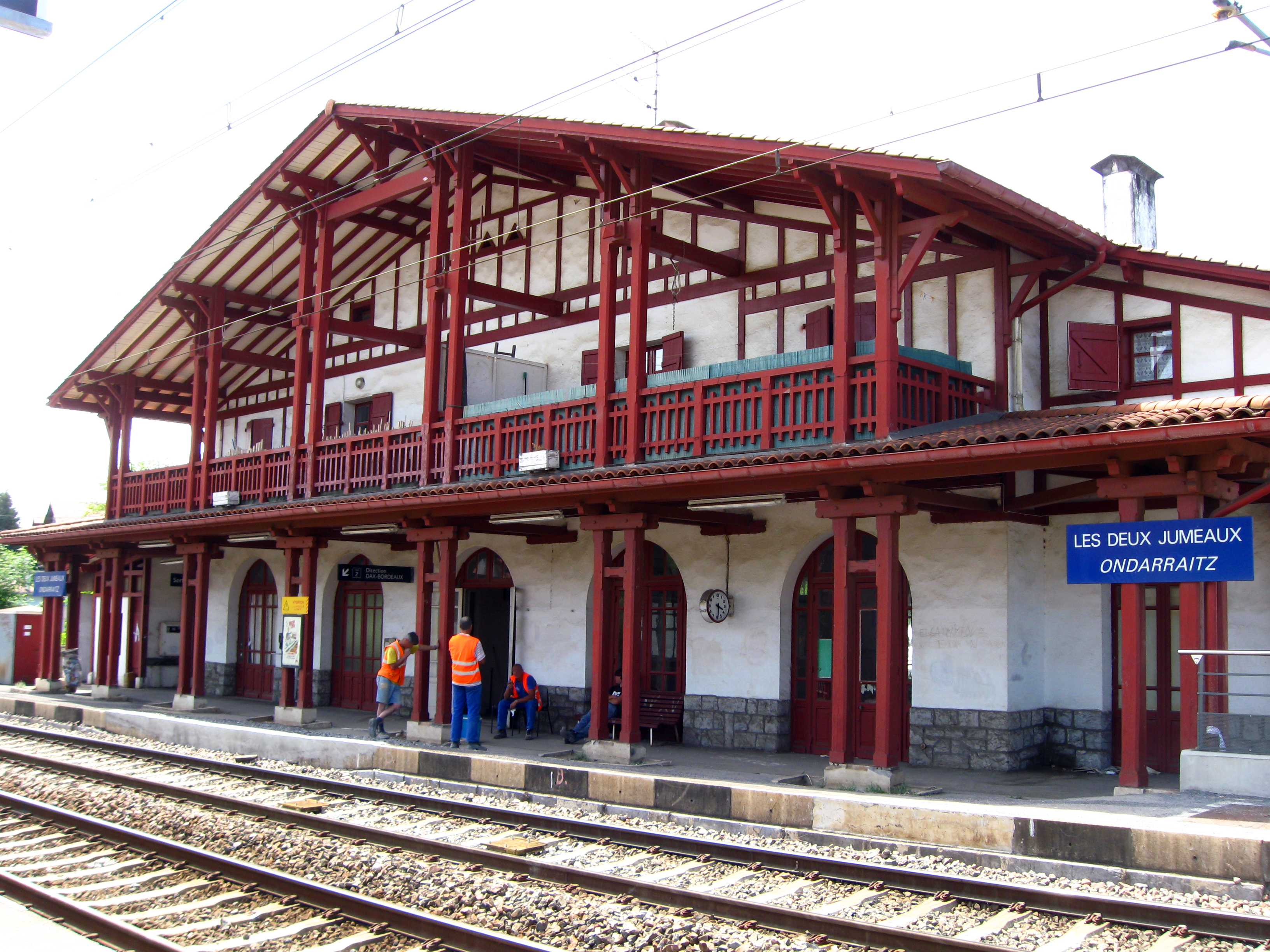
Estación de Deux-Jumeaux

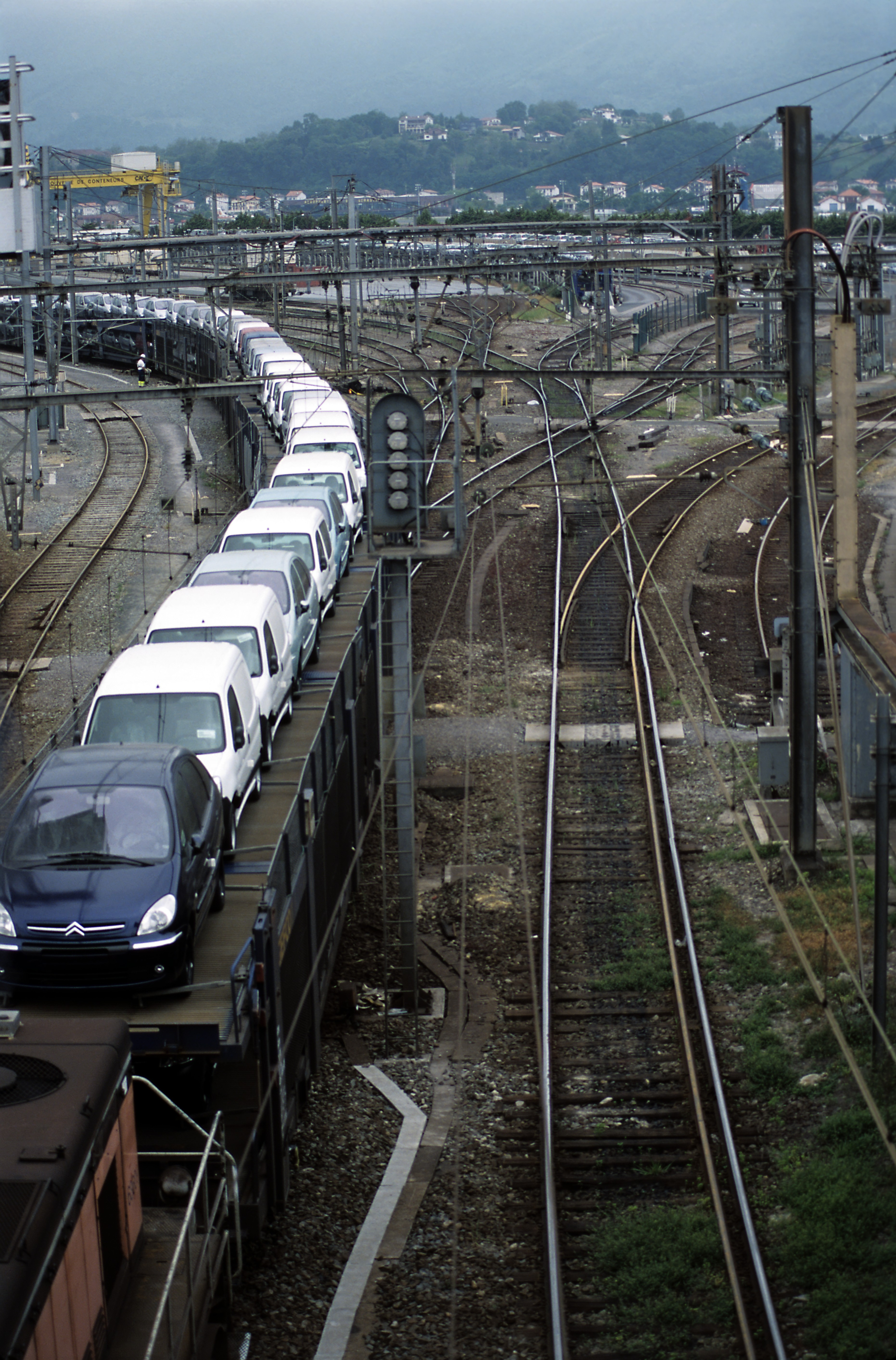
Estación principal de Hendaya

En el Bulevar del General De Gaulle se encuentra la estación de Hendaya (en francés Gare de Hendaye), propiedad de SNCF y explotada por SNCF y RENFE.
Este tipo de terminal ferroviaria es lo que en Francia se denomina una estación fronteriza (en francés gare-frontière) y en español una estación internacional por confluir dos anchos de vía distintos; por un lado, el de las líneas interiores de Francia, con ancho internacional o UIC (1435 mm), y, por otro, el de las líneas que proceden de España, con ancho ibérico (1668 mm). De los ferrocarriles franceses llegan los trenes TER Aquitaine, TGV, e Intercités; y de los españoles, los trenes Talgo, Alvia y Arco procedentes de Madrid, Barcelona, La Coruña, Vigo y Lisboa.
Contigua a ésta se encuentra la terminal oriental de la línea de metro denominada Topo, que transcurre hasta Lasarte-Oria pasando por el centro de San Sebastián. Está explotada por Euskotren y su tendido es de ancho métrico (1000 mm).

### Marítimo
También existe un barco que cruza desde la zona portuaria hasta Fuenterrabía en un pequeño trayecto de 5 minutos.

## Heráldica
En campo de azur, una ballena de plata, nadante sobre un mar de su color natural, y surmontada de tres arpones de oro, puestos dos en sotuer y uno en palo, acompañados en el jefe de una corona real de oro, acostada de las letras H y E de sable.

## Demografía
Un tercio de los habitantes de la comuna son españoles.

### Tabla demográfica
| 1793 | 1800 | 1806 | 1821 | 1831 | 1836 | 1841 | 1846 | 1851 | 1856 | 1861 | 1866 | 1872 | 1876 | 1881 |
| ---- | ---- | ---- | ---- | ---- | ---- | ---- | ---- | ---- | ---- | ---- | ---- | ---- | ---- | ---- |
| 481  | 241  | 295  | 340  | 409  | 432  | 470  | 438  | 466  | 427  | 456  | 617  | 1084 | 1453 | 1806 |

| 1886 | 1891 | 1896 | 1901 | 1906 | 1911 | 1921 | 1926 | 1931 | 1936 | 1946 | 1954 | 1962 | 1968 | 1975 |
| ---- | ---- | ---- | ---- | ---- | ---- | ---- | ---- | ---- | ---- | ---- | ---- | ---- | ---- | ---- |
| 2019 | 2050 | 2039 | 3215 | 3331 | 4213 | 4632 | 5653 | 6939 | 6436 | 6251 | 6933 | 7204 | 8006 | 9470 |

| 1982  | 1990  | 1999  | 2006  | 2012  |
| ----- | ----- | ----- | ----- | ----- |
| 10572 | 11578 | 12596 | 14041 | 16759 |

Fuentes : Hasta 1999, Ldh/EHESS/Cassini. Desde 2004, INSEE.

### Gráfica demográfica desde 1793 hasta 2012
Fuentes : Hasta 1999, Ldh/EHESS/Cassini. Desde 2004, INSEE.

## Hermanamientos
- Peebles (Reino Unido)[22]

- Viana do Castelo (Portugal)[22]

- Arguedas (España)[23][22]